# Oxira kanoi
Oxira kanoi là một loài bướm đêm trong họ Noctuidae.